# Бродщина
Бро́дщина — село в Україні, у Кобеляцькій міській громаді Полтавського району Полтавської області. Населення становить 275 осіб.
Колишній центр Бродщинської сільської ради.

## Географія
Село Бродщина знаходиться на відстані 1,5 км від села Миколаївка, за 2 км від села Леваневське, за 18 км від центру громади та за 32 км від залізничної станції Кобеляки. До села примикає велике болото з декількома зарослими озерами. Через село проходить автомобільна дорога Н31.

## Історія
Засноване в першій половині (39—40 роки) 19-го століття під назвою Малюванівка (від прізвища землевласника — дворянина Малюванова)[джерело?]. Однак через деякий час цю місцевість стали називати Бродщиною. Чому — точних відомостей немає. Є лише дві версії. Перша: навкруги було багато боліт, і люди не ходили, а бродили. Друга: певний час селом володів якийсь пан Бродський.
За даними на 1859 рік у власницькому селі Кобеляцького повіту Полтавської губернії, мешкало 280 осіб (134 чоловічої статі та 146 — жіночої), налічувалось 29 дворових господарств, існували православна церква та завод.
Пізніше до Бродщини переселилися мешканці маленького сільця Митьки, що було розташоване поряд[джерело?].
1898 році було побудовано дерев'яну Троїцьку церкву з дзвіницею. При церкві діяли однокласна церковнопарафіяльна школа та школа грамоти.
Станом на 1900 рік село було центром Бродщинської волості.
1900-го року в селі налічувалося 482 жителі, в 1910-у — 465. Їм належало 266 десятин земельних угідь, у тому числі 203 десятини орної землі. Частина жителів села займалася промислами: кравецьким, шевським, ковальським, теслярським та ін.
З 1917 — у складі УНР. У 1920-их роках тут зуміли закріпитися комуністи. Перший колгосп (ім. Лесі Українки) вони заснували 1929, загнавши туди незалежних господарників. Там же вербували так званих активістів, яким доручили грабунок сільських родин, зокрема без чоловіків. Це створило ґрунт для ефективних вбивств голодом. Жертвами стали переважно діти та літні люди.
У роки Другої світової війни (18.IX 1941 — 23.IX 1943) з Бродщини на роботу до Німеччини примусово відправили 74 особи. У селі є пам'ятник односельцям та братська могила радянських солдатів, які загинули в боях з фашистами 1943-го.
12 червня 2020 року, відповідно до розпорядження Кабінету Міністрів України № 721-р «Про визначення адміністративних центрів та затвердження територій територіальних громад Полтавської області», село увійшло до складу Кобеляцької міської громади.
19 липня 2020 року, в результаті адміністративно - територіальної реформи та ліквідації Кобеляцького району, село увійшло до складу новоутвореного Полтавського району Полтавської області.

## Населення

### Мова
Розподіл населення за рідною мовою за даними :
| Мова       | Кількість | Відсоток |
| ---------- | --------- | -------- |
| українська | 265       | 96.36%   |
| російська  | 10        | 3.64%    |
| Усього     | 275       | 100%     |

## Економіка
- Молочно-товарна ферма.
- ТОВ «Нива».

## Об'єкти соціальної сфери
- Школа І-II ст.

## Відомі люди
- Могиленко Федір Онисимович — український краєзнавець, педагог; організатор першого історико-краєзнавчого музею на Полтавщині — у селі Новоаврамівка Хорольського району
- Павленко Леонід Андрійович, 1887 р. н., с. Бродщина Кобеляцького р-ну Полтавської обл., українець, із селян, освіта початкова. Проживав у с. Бродщина. Селянин-одноосібник. Заарештований 8 травня 1929 р. Засуджений Полтавським окружним судом 13 липня 1929 р. за ст. 54-10 ч. 1 КК УСРР до 10 років позбавлення волі з поразкою в правах на 3 роки, з конфіскацією майна. Реабілітований Полтавською обласною прокуратурою 22 березня 1995 р.[6]